# Linteau (architecture)
Pour les articles homonymes, voir Linteau.
Ne doit pas être confondu avec chambranle.

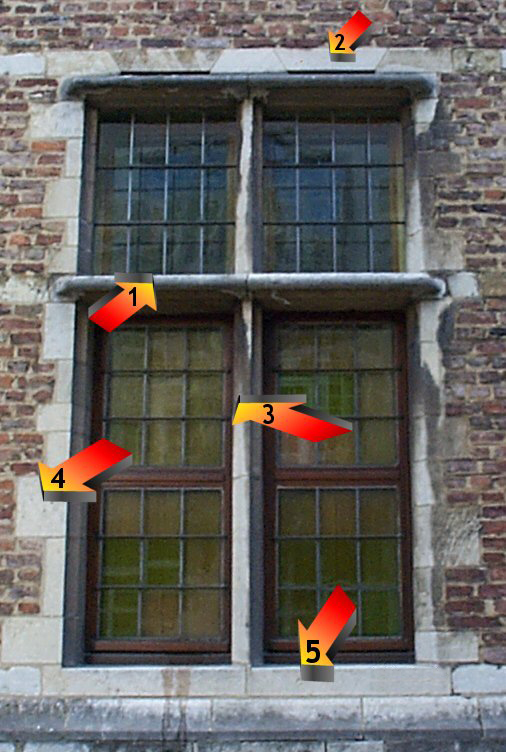
Cinq parties d'une fenêtre à croisée :
1. traverse ;
2. linteau ;
3. montant ou meneau ;
4. jambage ;
5. appui.

Le linteau est un élément architectural qui sert à soutenir les matériaux du mur au-dessus d'une baie, d'une porte ou d'une fenêtre. Le linteau peut servir de base à un tympan et un arc de décharge peut être placé au-dessus du linteau pour reporter le poids du mur au-dessus sur les jambages et décharger ainsi le linteau.
Le plus souvent en pierre, béton armé ou métal, mais aussi en bois, il peut être monolithe ou clavé avec une plate-bande.

## Étymologie
Le terme est attesté sous la forme lintel en 1175-80 au sens de « seuil » , puis au XIIIe siècle en tant que « pièce horizontale formant la partie supérieure d'une porte ». L’ancien français lintel (> anglais lintel) est devenu linteau, car le singulier s'est aligné sur l’ancien pluriel linteaus (> linteaux) selon un processus régulier en français central (cf. oisel > oiseau, etc.). En revanche, son étymologie ultime, le latin vulgaire *līmitellus est hypothétique (ou plutôt gallo-roman *LĪMITELLU, cet étymon étant, semble-t-il, limité au domaine gallo-roman). Il est lui-même issu d'une forme antérieure, le bas latin līmitaris « seuil, entrée » (attesté dans la loi salique au VIe siècle) par substitution du suffixe et dont le sens est influencé par celui du latin limen « seuil, pas » cf. limen superum « linteau de la porte d'entrée ». Līmitaris est un adjectif à l'origine, dérivé de līmes, līmitis « limite, frontière, sentier », qui explique également l'emprunt savant limite.

## Fonction symbolique

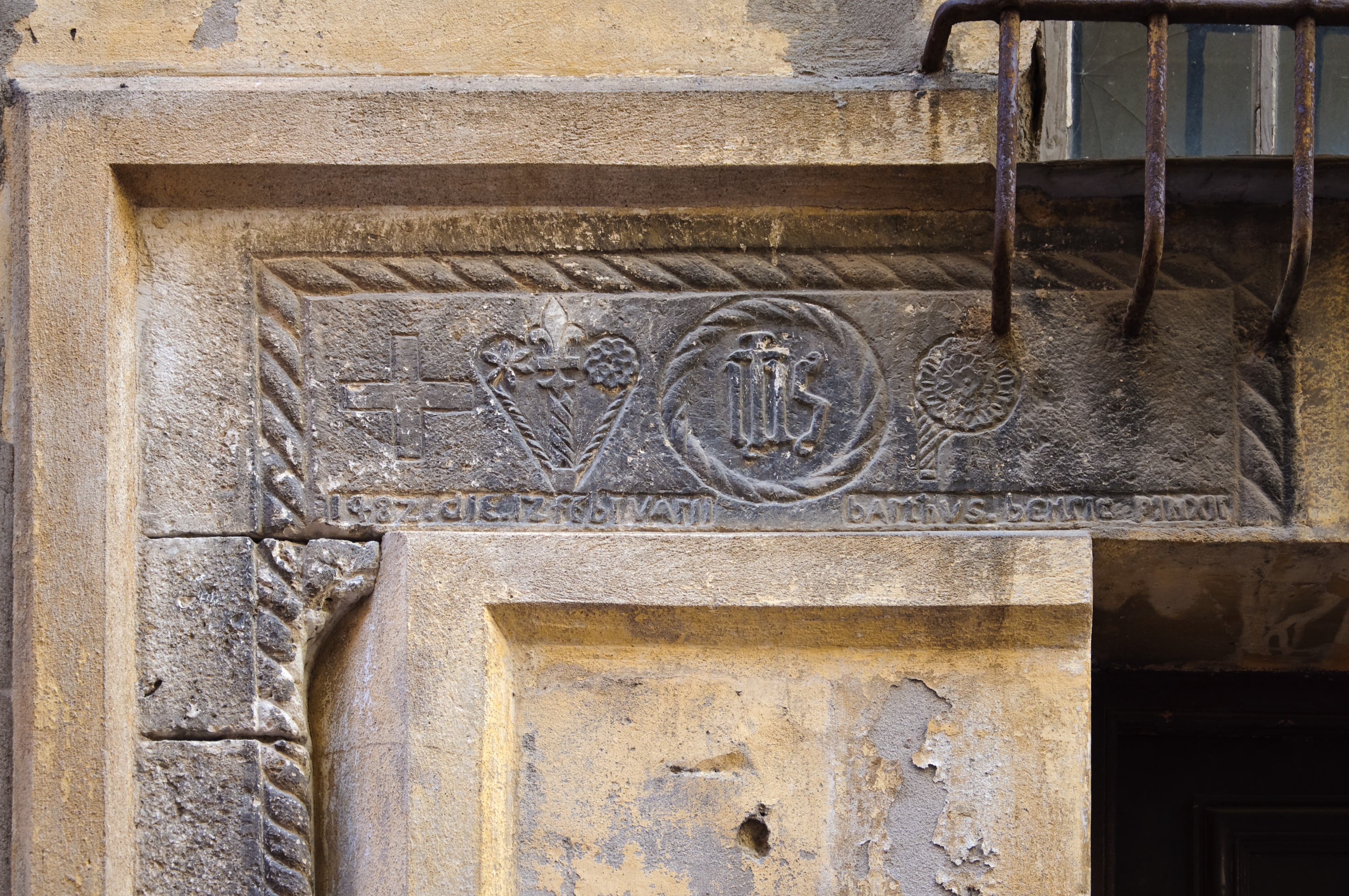
Linteau de 1482 dans le Vieux-Nice, avec le monogramme IHS.

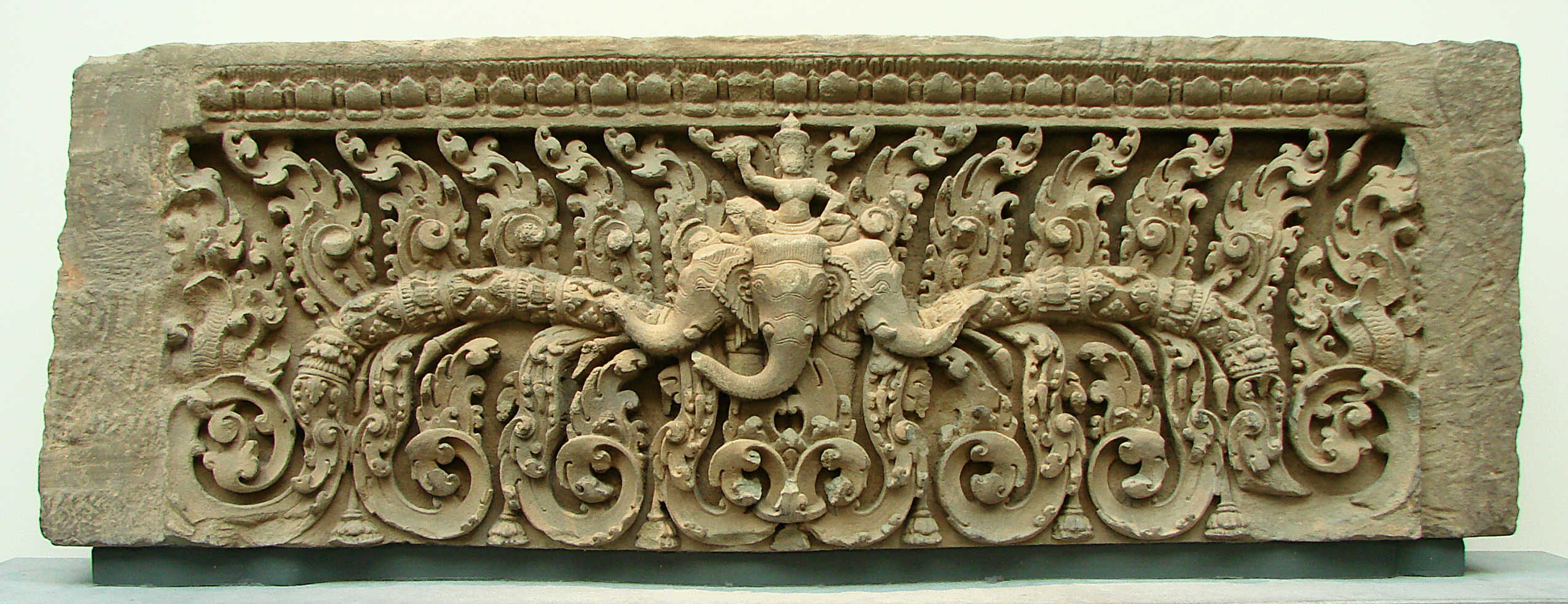
Linteau sculpté cambodgien dans le style de Pre Rup, fin du Xe siècle. Au centre, Indra, dieu de l'orage, chevauche l'éléphant tricéphale Airavana et brandit la foudre (musée Guimet, Paris).

L'entrée étant un élément important, voire symboliquement important des habitations, cours, enceintes ou lieux officiels ou de culte, il est fréquent que les linteaux fassent l'objet d'inscription ou de décors ayant une importance symbolique et décorative. On y a parfois sculpté la date de construction du bâtiment. Souvent le matériau en est plus noble, et il est parfois apparent, là où le reste du mur est couvert d'enduit.

## Types de linteaux
Divers types de matériaux, y compris de récupération (rail, traverse de chemin de fer) ont été utilisés pour faire des linteaux. On utilise aujourd'hui des linteaux de béton préfabriqués, ou des profils métalliques de type IPN, UPN ou HPN, dans les constructions modernes. Pour répondre aux normes antisismiques, le linteau doit répondre à des caractéristiques particulières intrinsèques, et de liaison avec la structure du bâtiment tel que le chaînage.

## Autre signification
Dans le domaine de la serrurerie, on appelle linteau un « morceau de fer placé sur le haut d'une porte ou d'une grille, pour recevoir des tourillons », le « tourillons » étant à la même époque défini comme « […] pivot sur lequel tourne une porte cochère, une grille, un pont-levis ».

## Dimensionnement
Un linteau doit être correctement dimensionné pour soutenir le poids des murs et toitures qu'il supporte, et ainsi éviter tout danger ou toute déformation trop importante au cours du temps. La méthode de dimensionnement est fournie dans l'Eurocode.

## Galerie

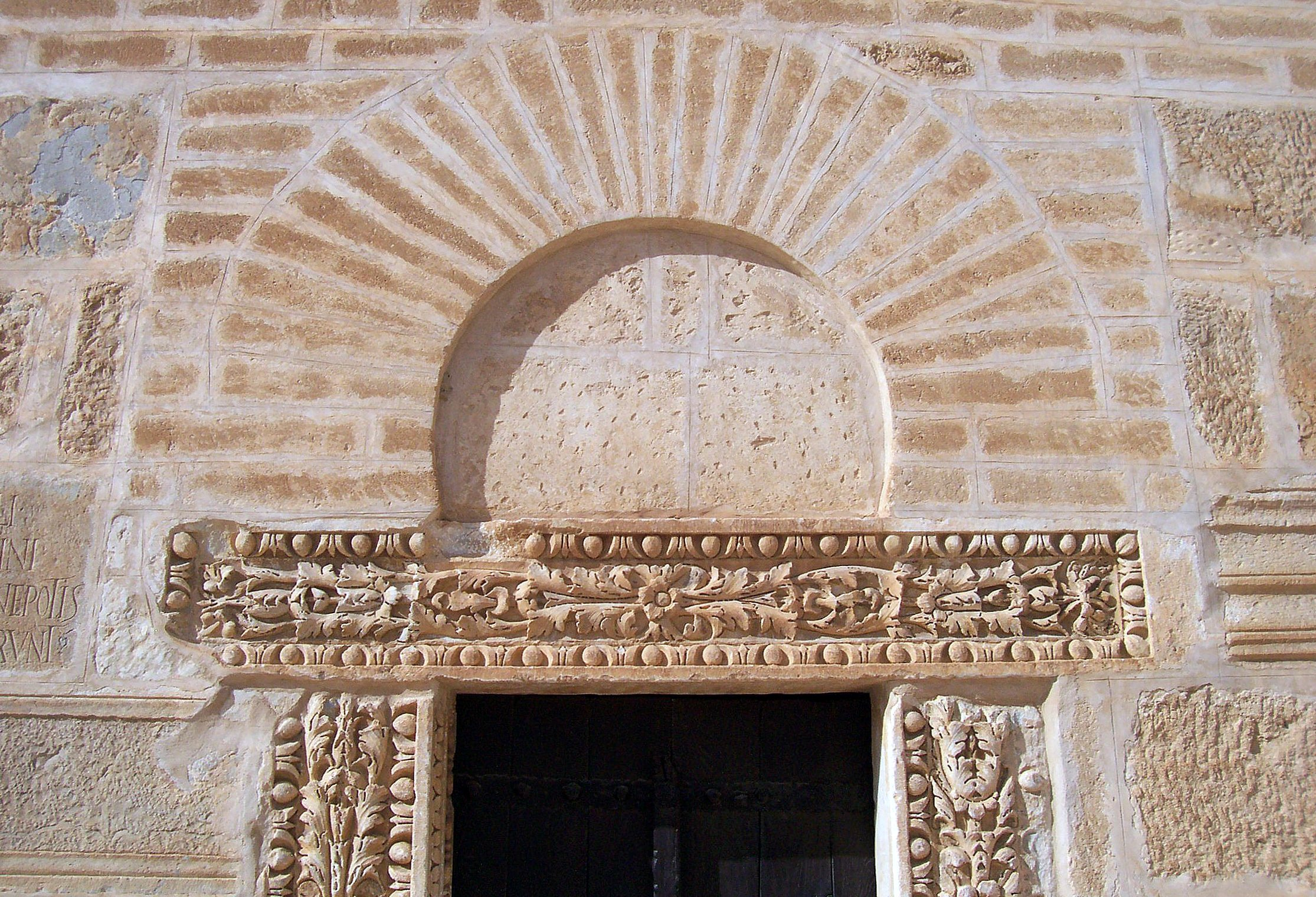
Linteau sculpté (sous l'arc de décharge) de la porte du minaret de la grande mosquée de Kairouan.
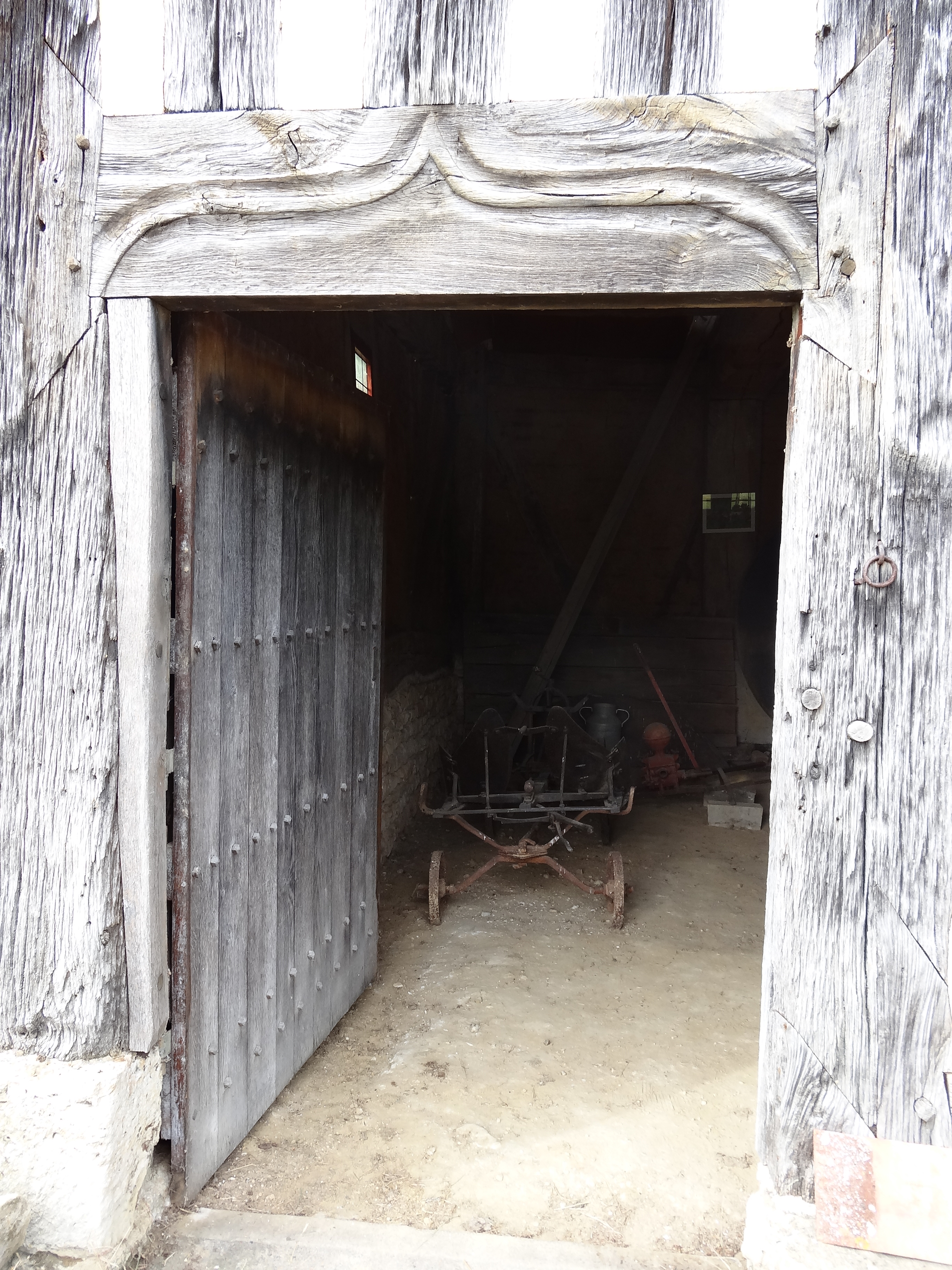
Linteau monolithe orné de deux accolades juxtaposées.
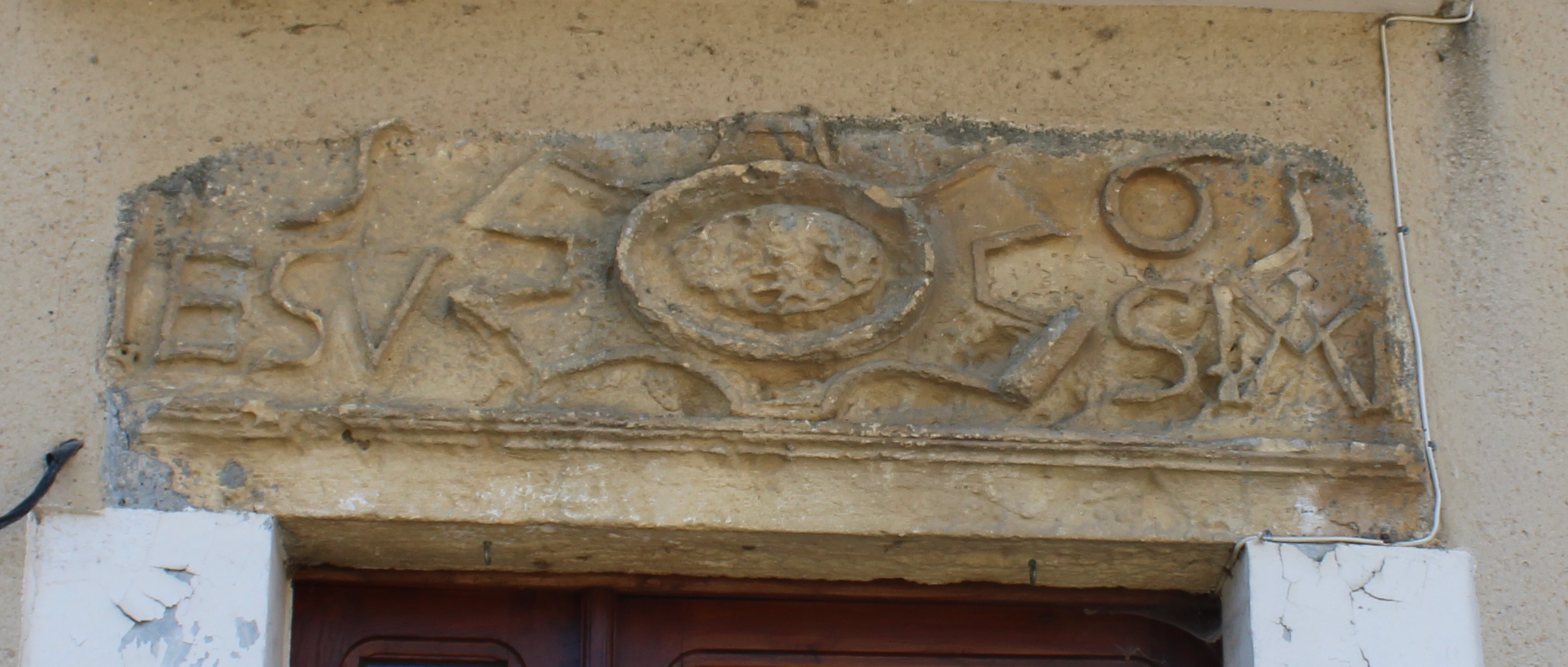
Linteau sculpté daté de 1565 à Auzas (Haute-Garonne).